# Astragalus clevelandii
Astragalus clevelandii är en ärtväxtart som beskrevs av Edward Lee Greene. Astragalus clevelandii ingår i släktet vedlar, och familjen ärtväxter. Inga underarter finns listade i Catalogue of Life.